# José Pinto (rugbysta)
José Pinto (ur. 5 lutego 1981 w Lizbonie) – portugalski rugbysta grający na pozycji łącznika młyna, mistrz kraju, reprezentant kraju, uczestnik Pucharu Świata w 2007 roku.
Podczas kariery sportowej związany był z klubami Grupo Desportivo Direito, Rugby Club Lisboa, Lazio Rugby 1927, Benetton Rugby Treviso i Rugby Roma Olimpic, z którymi występował również w europejskich pucharach.
Z kadrą U-19 uczestniczył w mistrzostwach świata w 2000.
W reprezentacji Portugalii w latach 2001–2012 rozegrał łącznie 57 spotkań zdobywając 22 punkty. W 2007 roku został powołany na Puchar Świata, na którym wystąpił we wszystkich czterech meczach swojej drużyny.
Ukończył studia medyczne na Uniwersytecie Lizbońskim.